# Bourglinster
Bourglinster (németül: Burglinster, luxemburgi nyelven Buerglënster) egy kisváros Luxemburgban, 16 km-re a fővárostól.A 2006-os adatok szerint 619 fő lakja.

## Népesség
- 2001:641 fő
- 2005:621 fő
- 2006:619 fő

## Látnivalók
- 11. században épült kastély, a 15. században kibővítették, majd 1667-ben francia csapatok támadták meg, 1969-ben állították helyre, 1982-től koncerteknek, kiállításoknak ad otthont.
- Római katolikus templom